# 矮小还阳参
矮小还阳参（学名：Crepis nana）为菊科还阳参属的植物。分布在俄罗斯、乌兹别克斯坦、北美、哈萨克斯坦、蒙古以及中国大陆的新疆、西藏等地，生长于海拔4,650米的地区，一般生于河滩砾石地及山脚碎石地，目前尚未由人工引种栽培。